# إيامون بروفي
إيامون بروفي (بالإنجليزية: Eamonn Brophy)‏ (10 مارس 1996 باسكتلندا في المملكة المتحدة - ) هو لاعب كرة قدم بريطاني في مركز الهجوم. شارك مع منتخب اسكتلندا تحت 19 سنة لكرة القدم. أما مع النوادي، فقد لعب مع هاميلتون أكاديميكال ونادي دمبرتون ونادي كوينز بارك.

## روابط خارجية
- إيامون بروفي على موقع الاتحاد الأوربي (الإنجليزية)
- إيامون بروفي على موقع قاعدة بيانات كرة القدم.إي يو (الإنجليزية)
- إيامون بروفي على موقع Soccerbase.com (لاعب) (الإنجليزية)
- إيامون بروفي على موقع Soccerway.com (الإنجليزية)
- إيامون بروفي على موقع عالم كرة القدم.نت (الإنجليزية)